# Aviadvigatel PD-14
Aviadvigatel PD-14 (en ruso: Авиадвигатель ПД-14) es un motor de reacción turbofan desarrollado por Aviadvigatel para el nuevo avión comercial UAC MC-21 y otras aeronaves. Pensado para también sustituir a la familia de motores PS-90, es uno de los proyectos más importantes de la industria aeronáutica de Rusia y es el primer motor de este tipo diseñado para la aviación civil desde los años ochenta en la Unión Soviética (URSS).
Previamente en la fase más experimental, se nombró como PS-14. En 2013 se presentó al MAKS una versión bastante avanzada. En 2018, la fábrica de motores de Perm perteneciente a la Corporación Unida de Motores (ODK) había construido trece motores. En 2019, dieciséis motores PD-14 estaban ya finalizados y dos unidades se habían enviado a la empresa Irkut para los vuelos de prueba con los prototipos del avión MC-21. La producción en masa del PD-14 está prevista para comenzar en 2020.
También se anunció la financiación de más de tres mil millones de dólares para empezar a trabajar en el diseño del nuevo diseño basado en el PD-14 pero para aviones de mayor peso, entre 25 y 60 toneladas de empuje (tf), con el acrónimo de PD-35 para emplearlo por ejemplo en el nuevo avión ruso-chino CR929.

## Especificaciones
La familia de motores PD-14 destaca especialmente por su consumo específico de combustible (SFC) de 0.506 libras de combustible por hora-libra de empuje (lb/lbf/h), menores a los 0.526 de las variantes propuestas inicialmente del PD-14, las PS-14/M/16, menores a 0.53 del motor franco-estadounidense Leap-1B o a los 0.51 del Pratt & Whitney PW1400G.
Las diferentes variaciones del motor principal PD-14, se han ido anunciando durante los últimos años, como el modelo PD-7 para el SSJ100 o el PD-18  para el avión de pasajeros ruso Il-96.
| Modelo                       | PD-14A                                   | PD-14                                    | PD-14M                                   | PD-10                                    |
| ---------------------------- | ---------------------------------------- | ---------------------------------------- | ---------------------------------------- | ---------------------------------------- |
| Configuración                | Turbofan bypass                          | Turbofan bypass                          | Turbofan bypass                          | Turbofan bypass                          |
| Calificación de empuje       | 12.5 tf (28,000 lbf)                     | 14.0 tf (31,000 lbf)                     | 15.6 tf (34,000 lbf)                     | 10.9 tf (24,000 lbf)                     |
| Peso en vacío                | 2,870 kg (6,330 lb)                      | 2,870 kg (6,330 lb)                      | 2,970 kg (6,550 lb)                      | 2,350 kg (5,180 lb)                      |
| Diámetro fan                 | 1,900 mm (75 in)                         | 1,900 mm (75 in)                         | 1,900 mm (75 in)                         | 1,677 mm (66.0 in)                       |
| Compresor                    | 1 fan + 3 etapas LP + 8 etapas HP        | 1 fan + 3 etapas LP + 8 etapas HP        | 1 fan + 4 LP + 8 HP                      | 1 fan + 1 LP + 8 HP                      |
| Cámara de combustión         | Tipo cámara anular o de anillo           | Tipo cámara anular o de anillo           | Tipo cámara anular o de anillo           | Tipo cámara anular o de anillo           |
| Turbina                      | 2 etapas HP + 6 etapas LP                | 2 etapas HP + 6 etapas LP                | 2 etapas HP + 6 etapas LP                | 2 HP + 5 LP                              |
| BPR                          | 8.6                                      | 8.5                                      | 7.2                                      |                                          |
| OPR                          | 38                                       | 41                                       | 46                                       |                                          |
| TSFC                         | 0.526 kg/(kgf.h) en velocidad de crucero | 0.526 kg/(kgf.h) en velocidad de crucero | 0.526 kg/(kgf.h) en velocidad de crucero | 0.526 kg/(kgf.h) en velocidad de crucero |
| Relación empuje a peso ratio | 4.36                                     | 4.88                                     | 5.25                                     | 4.64                                     |
| Finalidad                    | МС-21 serie 300                          | MC-21 200                                | MC-21 400                                | Superjet 130                             |